# Euryvalgus tridens
Euryvalgus tridens är en skalbaggsart som beskrevs av Gilbert John Arrow 1944. Euryvalgus tridens ingår i släktet Euryvalgus och familjen Cetoniidae. Inga underarter finns listade i Catalogue of Life.